# Trung Kiên (phường)
Trung Kiên là một phường thuộc quận Thốt Nốt, thành phố Cần Thơ, Việt Nam.
Phường Trung Kiên có diện tích 14,16 km², dân số năm 1999 là 28.105 người, mật độ dân số đạt 1.985 người/km².